# 威利·安德森 (篮球运动员)
小威利·劳埃德·安德森（英語：Willie Lloyd Anderson Jr.，1967年1月8日—），生于南卡罗莱纳州格林维尔，美国男子前职业篮球运动员，2006年NBA总冠军迈阿密热火队成员山顿·安德森的长兄，田纳西大学查塔努加分校女篮队员爱列克斯·安德森的父亲。
进入佐治亚大学学习之后，安德森在1988年NBA选秀中第一轮第10顺位被圣安东尼奥马刺选中，他在马刺队一直效力到1994-95赛季，在1995年NBA新军多伦多猛龙队的额外选秀中被猛龙队选中，之后的几个赛季他又相继效力过纽约尼克斯和迈阿密热火，安德森在1997年退役。

## 奖项
- 入选1989年NBA新秀阵容；
- 获得1988年奥运会篮球比赛铜牌。